# Grande synagogue de Londres
La Grande synagogue de Londres a été pendant plusieurs siècles le centre de la vie religieuse et communautaire juive ashkénaze à Londres. Elle a été détruite par un bombardement pendant le Blitzkrieg. Elle était membre de la United Synagogue.

## Histoire
La première synagogue Ashkénaze de Londres est construite vers 1690 à Duke's Place, au nord de Aldgate. Un nouveau bâtiment est construit en 1722. La synagogue est reconstruite de 1788 à 1790, avec pour architecte  James Spiller. Elle est détruite le 10 mai 1941 durant le bombardement de Londres (Blitz).

## Annexe